# اشتفان واینریش
اشتفان واینریش (آلمانی: Stefan Weinrich؛ زادهٔ ۱۸ سپتامبر ۱۹۴۵) یک شناگر اهل آلمان است.